# ضريح زاهد شير
ضريح زاهد شير (بالفارسية: آرامگاه زاهد شیر) هو ضريح تاريخي يعود إلى القرن السابع الهجري والقرن الثامن الهجري، ويقع في مقاطعة أراك.